# Simulação de modelos
A simulação de modelos é uma actividade com o objectivo de testar de forma segura uma situação real. 

## Os modelos
A função de um modelo é descrever o funcionamento da realidade através de um pequeno número de variáveis que permita a sua conversão. 
Na simulação de uma realidade é possível utilizar modelos reais e modelos virtuais. 

### Modelos reais
São produzidos na fase de projeto dos produtos, normalmente antes do início da produção, para avaliar as características de desempenho, operação, ergonomia e funcionalidade. Também são chamados de mock-up (modelo preliminar)  e é um recurso de engenharia de projeto dos mais diversos setores industriais, desde fabricantes de uma simples caneta até um fabricante de aviões.

### Aplicação no ensino de física
A Física é uma área que faz grande proveito de simulações para o estudo e ensino de fenômenos físicos onde os livros com suas imagens estáticas por vezes falham em representar satisfatoriamente a realidade ou, ainda, em situações onde a experimentação em laboratório se faz impossível (seja por se tratar de um fenômeno demasiadamente lento ou rápido ou dimensionalmente pequeno ou grande demais). Assim, as simulações auxiliam o professor e o aluno a enxergar tais fenômenos, bem como fenômenos muito abstratos e complexos, possibilitando que o mesmo evento possa ser facilmente reproduzido tantas vezes quantas forem necessárias.
Porém, como toda simulação, esta é construída a partir de um modelo físico-matemático que descreve certo fenômeno. Um modelo é uma forma de representar/interpretar a realidade ou parte dela. É importante ressaltar que modelos são uma versão simplificada da realidade e, portanto, uma simulação de um fenômeno sempre proverá um resultado aproximado do real observado em laboratório. Uma simulação é tão melhor quanto menores são as simplificações contidas no modelo e mais próximo do real é o resultado apresentado.

#### Limitações para o uso de simulações no ensino de física
Como qualquer abordagem para o ensino, sua utilização possui algumas restrições as quais exigem que o professor tome um pouco de cuidado. Um artigo publicado na Revista Brasileira de Ensino de Física elencou algumas dificuldades que podem comprometer a ação do professor, dividindo-as em termos de hardware e software.
Os problemas de hardware estariam ligados à infraestrutura da escola/região dos alunos. Para que um ensino baseado no uso de simulações seja efetivo, é necessário que os alunos tenham acesso aos computadores. Uma escola que não tenha como disponibilizar um computador pra cada aluno ou cujos computadores tenham acesso limitado (ou sequer tenham) à internet. Outro problema é o fato de a tecnologia avançar cada vez mais rápido, o que torna um computador moderno do ano obsoleto no ano seguinte, além das despesas com manutenção (que vai desde o custo com as peças das máquinas em si até o salário do profissional responsável por esse serviço).
Já os problemas relacionados aos softwares dizem respeito à qualidade dos mesmos, uma vez que crescem em quantidade cada vez mais rapidamente, as escolas e professores não dão conta de conhecer programas o suficiente para escolher um mais adequado. Tal como acontece com os hardwares, a distribuição também é fundamental para que o ensino seja eficiente. De pouco adianta o aluno usar determinado programa apenas em horário de aula e, quando volta pra casa, não o tem disponível para utilizar, o que acaba impedindo que o professor passe trabalhos e atividades, por exemplo.
Finalmente, de nada adianta a escola dispor dos melhores computadores munidos com os melhores softwares se o professor não conseguir extrair todo seu potencial. Assim sendo, o professor que quiser praticar essa abordagem de ensino deverá estar sempre engajado e se manter atualizado.